# Phoenix Street Circuit
Phoenixben 1989 és 1991 között rendezték meg a amerikai nagydíjat. Eredetileg 5 évre kötöttek szerződést, de az alacsony látogatottság miatt 3  év után elhagyta a Formula–1.

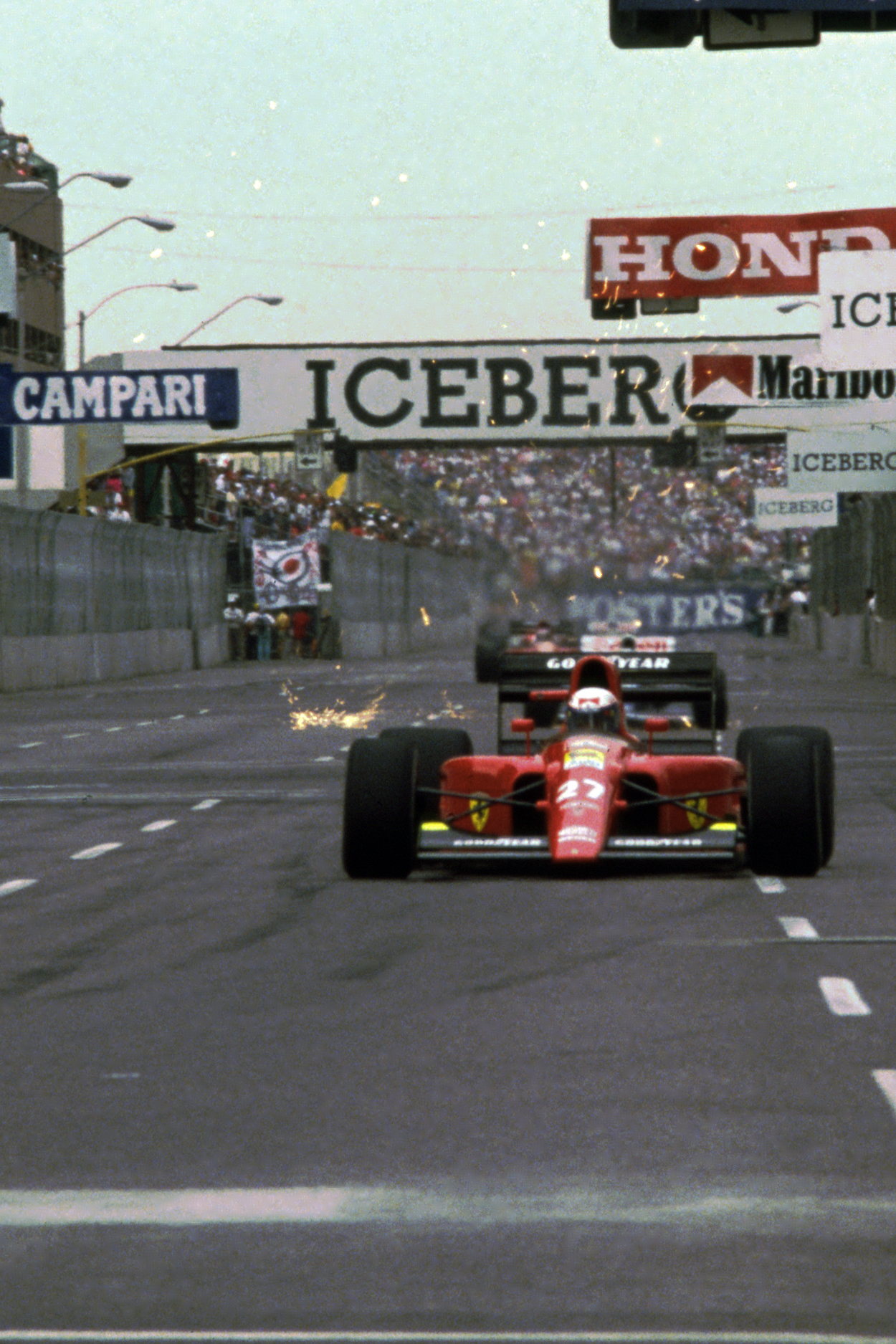
Alain Prost a célegyenesben 1991-ben